# 陸鍾岱
陸鍾岱（1867年—？ ）順天府宛平縣（今北京市東城區）人，清朝政治人物、進士出身。山西巡撫陸鍾琦胞弟。
光緒十一年，鄉試中舉；光緒十五年，登進士，同年五月，授内阁中书。光緒十七年，任方略館校對官。光緒十九年，改典籍廳幫稿正白旗管學官。光緒二十一年，任翰林院侍讀。光緒二十二年，任玉牒館正謄錄官。光绪二十四年，分發河南候補知府。光绪二十二年，授鹽運使銜。